# ماهیر نو آنکوکو
ماهیر نو آنکوکو (به ژاپنی: 真昼の暗黒 Mahiru no ankoku) فیلمی به کارگردانی تاداشی ایمای است که در سال ۱۹۵۶ منتشر شد. از بازیگران آن می‌توان به ساچیکو هیداری اشاره کرد.